# Kirche der Mutter Gottes vom Tor der Morgenröte (Tołkiny)
Die Kirche der Mutter Gottes vom Tor der Morgenröte in Tołkiny (deutsch Tolksdorf) ist ein Bauwerk aus dem Ende des 14. Jahrhunderts. Von 1525 bis 1945 war sie evangelisches Gotteshaus für den Sprengel Tolksdorf im ostpreußischen Kirchspiel Schönfließ–Tolksdorf (polnisch Kraskowo-Tołkiny). Heute ist sie katholische Filialkirche der Pfarrei Garbno (Lamgarben) in der polnischen Woiwodschaft Ermland-Masuren.

## Geographische Lage
Tołkiny liegt in der nördlichen Mitte der Woiwodschaft Ermland-Masuren, zehn Kilometer nordwestlich der Kreisstadt Kętrzyn (deutsch Rastenburg). Durch das Dorf verläuft deine Nebenstraße, die Gudziki (Godocken) und die Woiwodschaftsstraße 592 mit Worpławki (Worplack) an der Woiwodschaftsstraße 590 verbindet. Tołkiny ist überdies auch Bahnstation an der Bahnstrecke Białystok–Ełk–Korsze.
Der Standort der Kirche befindet sich im Nordwesten des Dorfes.

## Kirchengebäude

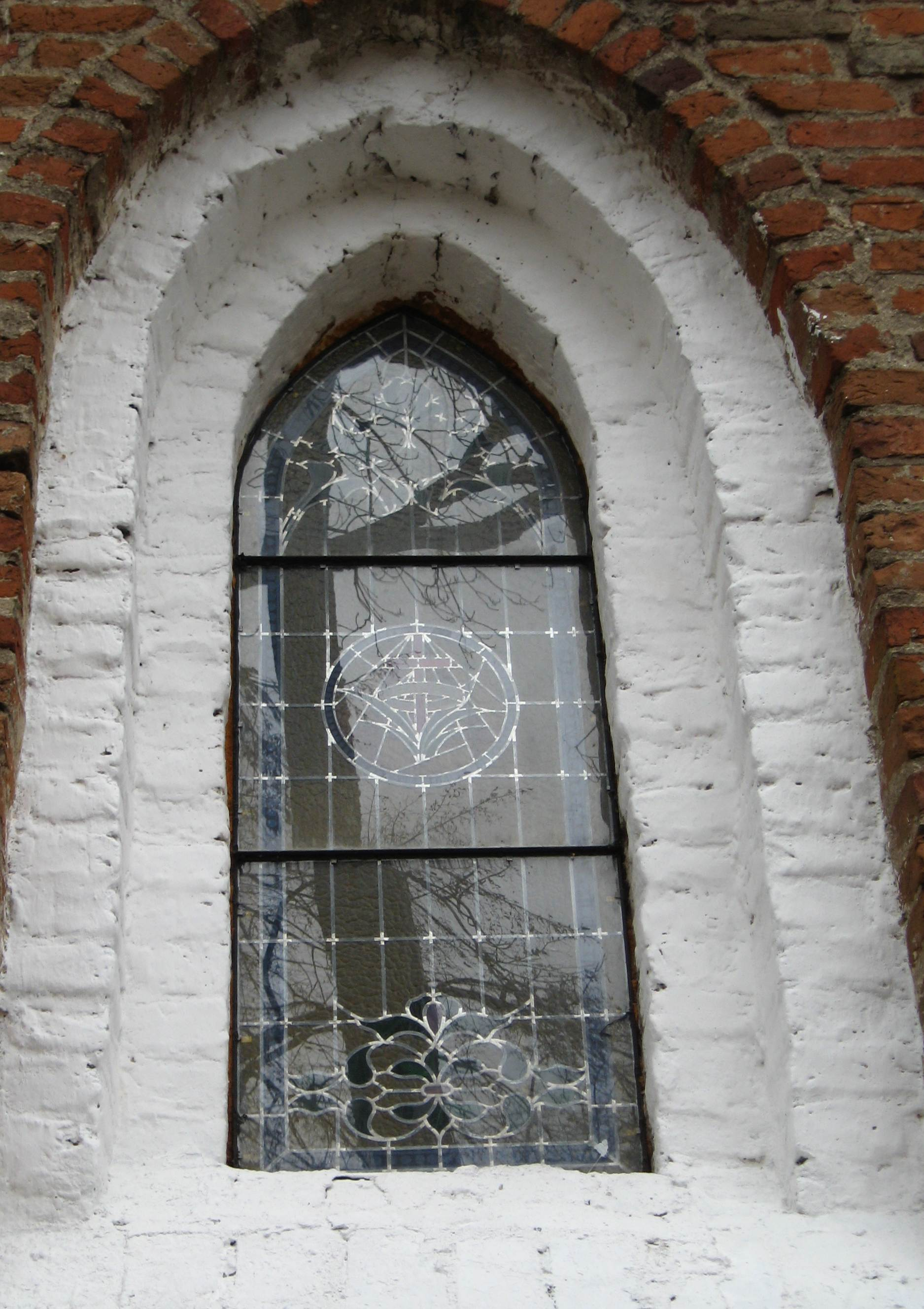
Bleiglasfenster der Kirche Tołkiny

Bei der Kirche in Tołkiny handelt es sich um einen auf einem Hügel wie ein Verteidigungswerk errichteten rechteckigen Bau aus Feldsteinen mit Ziegeln. Ende des 14. Jahrhunderts wurde sie erbaut. Im Norden hat man um 1400 die Sakristei nachträglich angebaut. Der vorgelegte Westturm wurde um 1500 vollendet. Seine Obergeschosse mit den rundbogigen Ziegelblenden ersetzten im 19. Jahrhundert den ehemaligen Holzaufbau.
Den Innenraum überspannt eine flache Holzdecke. An den Wänden waren Reste alter Bemalung erhalten. Der Altar von 1604 und 1607 wurde 1675 von Michel Großmann restauriert, wie eine Kennzeichnung vermerkt. Seine Holzschnitzereien stammen teilweise noch aus vorreformatorischer Zeit – so die Darstellung der Dreieinigkeit. Die Bilder auf den beweglichen Flügeln des Schreins in der gotischen Form sind von Valentinus Helendorf und Gregorius. Die Kanzel ist eine einfache Arbeit aus dem 17. Jahrhundert – so wie auch Teile des Gestühls. Bemerkenswert sind zwei Abendmahlsengel, deren Entstehungszeit um 1750 anzusetzen ist. In der Vorhalle der Kirche steht ein Granit-Taufstein aus dem 15. Jahrhundert.
An einer Wand des Innenraums befindet sich eine Gedenktafel für Heinrich Graf zu Dohna-Schlobitten (bisweilen auch: Graf zu Dohna-Tolksdorf), der sich am Widerstand gegen den Nationalsozialismus beteiligte und am 14. September 1944 hingerichtet wurde. Die Tafel stammt von seinen Kindern und wurde unter großer öffentlicher Anteilnahme von Edmund Piszcz, dem Erzbischof des Ermlands, im Juli 1994 eingeweiht.
Das Geläut der Kirche besteht aus drei Glocken.
Die vorher evangelische Kirche wurde nach 1945 ein katholisches Gotteshaus und dem geänderten liturgischen Gebrauch baulich angepasst. Sie trägt jetzt den Namen der „Mutter Gottes vom Tor der Morgenröte“ und ist eine Filialkirche der Pfarrei Garbno (Lamgarben).

## Kirchen-/Pfarrgemeinde
In Tolksdorf gab es bereits in vorreformatorischer Zeit eine Kirche.

### Evangelisch

#### Kirchengeschichte
Zu Beginn des 16. Jahrhunderts fasste die lutherische Lehre in Tolksdorf und der benachbarten Kirche in Schönfließ (polnisch Kraskowo) Fuß. Am 11. Juni 1528 wurden beide Kirchen der Pfarrei in Lamgarben (Garbno) zugewiesen. Doch schon ab 1603 hatten Schönfließ und Tolksdorf einen eigenen Pfarrer. Beide Kirchen waren dann bis 1945 unter dem einen Pfarramt in Schönfließ vereint.
Die Gesamtzahl der Gemeindeglieder belief sich 1925 auf 1520. Von ihnen gehörten 360 zum Pfarrsprengel Tolksdorf. Das Kirchenpatronat oblag dem Rittergutsbesitzer.
Bis 1945 gehörte die Kirche Tolksdorf unter dem gemeinsamen Pfarramt Schönfließ-Tolksdorf zum Kirchenkreis Rastenburg (polnisch Kętrzyn) in der Kirchenprovinz Ostpreußen der Kirche der Altpreußischen Union.
Flucht und Vertreibung der einheimischen Bevölkerung in Kriegsfolge setzten dem Leben der evangelischen Kirchengemeinde im dann Tołkiny genannten Dorf ein Ende. Hier heute lebende evangelische Kirchenglieder orientieren sich zur Johanneskirche in Kętrzyn innerhalb der Diözese Masuren der Evangelisch-Augsburgischen Kirche in Polen.

#### Pfarrsprengel Tolksdorf
Zum Pfarrsprengel Tolksdorf des Kirchspiels Schönfließ-Tolksdorf gehörten bis 1945 die Ortschaften:
| Name            | Polnischer Name |
| --------------- | --------------- |
| Groß Altendorf  | Starynia        |
| *Junkerken      | Jutrkowo        |
| Klein Altendorf |                 |
| Tolksdorf       | Tołkiny         |

#### Pfarrer
Die Liste der Pfarrer von Schönfließ und Tolksdorf siehe unter Tołkiny.

### Katholisch
Vor 1945 lebten in Tolksdorf relativ wenige katholische Kirchenglieder. Am 14. April 1860 wurde das Dorf per Dekret in die Pfarrei Rößel (polnisch Reszel) im damaligen Bistum Ermland eingegliedert. Nach Bildung einer Pfarrei in Korschen (Korsze) zu Anfang des 20. Jahrhunderts kam Tolksdorf dorthin.
Nach 1945 nahm die Zahl der Katholiken in Tołkiny aufgrund der Neuansiedlung polnischer Bürger rapide zu. Die bisher evangelische Kirche wurde von ihnen übernommen. Sie ist heute eine Filialkirche der Pfarrei Garbno (Lamgarben) und gehört zum Dekanat Kętrzyn I (West) im jetzigen Erzbistum Ermland.